# Felis
Felis je rod mačaka iz porodice Felidae, koji uključuje domaću mačku i njezine bliže divlje srodnike. Divlje vrste su rasprostranjene diljem Europe, južne i središnje Azije i Afrike; domaća mačka je rasprostranjena širom svijeta.
Članovi roda Felis su male mačke, koje više ili manje nalikuju domaćoj mački. Najmanja vrsta je pustinjska mačka, koja je duga do 40 centimetara, dok je najveća tropska mačka, koja doseže duljinu do 94 centimetra. Nastanjuju različita staništa, od moćvarnih do pustinjskih. Hrane se malim glodavcima, pticama i drugim manjim životinjama, ovisno o okruženju u kojem se nalaze.

## Vrste
Smatra se da se rod Felis sastoji od šest živućih vrsta. 
- Felis chaus (Schreber, 1777.) – tropska mačka
- Felis margarita (Loche, 1858.) – pustinjska mačka
- Felis nigripes (Burchell, 1824.) – crnonožna mačka
- Felis silvestris (Schreber, 1775.) – divlja mačka
- Felis catus (Linnaeus, 1758.) – domaća mačka
- Felis bieti (Milne-Edwards, 1892.) – kineska planinska mačka

## Vanjske poveznice
Ostali projekti
|  | Zajednički poslužitelj ima još gradiva o temi Felis |
|  | Wikivrste imaju podatke o taksonu Felis             |